# Калмыковское сельское поселение
Калмыко́вское се́льское поселе́ние — муниципальное образование в составе Клетского района Волгоградской области.
Административный центр — хутор Калмыковский.

## История
Калмыковское сельское поселение образовано 14 февраля 2005 года в соответствии с Законом Волгоградской области № 1003-ОД.

## Население
| 2010  | 2012  | 2013  | 2014  | 2015  | 2016  | 2017  |
| ----- | ----- | ----- | ----- | ----- | ----- | ----- |
| 1226  | ↘1214 | ↘1205 | →1205 | ↘1193 | ↘1190 | ↗1198 |
| 2018  | 2019  | 2020  | 2021  |       |       |       |
| ↘1175 | ↘1148 | ↘1138 | ↘1137 |       |       |       |

## Состав сельского поселения
| № | Населённый пункт | Тип населённого пункта        | Население |
| - | ---------------- | ----------------------------- | --------- |
| 1 | Зотовский        | хутор                         | 209       |
| 2 | Калмыковский     | хутор, административный центр | 923       |
| 3 | Копонья          | хутор                         | 21        |
| 4 | Курганный        | хутор                         | 73        |